# Acanthemblemaria paula
Acanthemblemaria paula is een  straalvinnige vissensoort uit de familie van snoekslijmvissen (Chaenopsidae). De wetenschappelijke naam van de soort is voor het eerst geldig gepubliceerd in 1989 door Johnson & Brothers.